# Вања Удовичић
Вања Удовичић (име на рођењу: Фрањо Удовичић; Београд, 12. септембар 1982) јесте српски политичар и бивши награђивани ватерполиста.
Вања Удовичић је своју ватерполо каријеру почео у београдском Партизану, наставио је у Јадрану из Херцег Новог, био је члан италијанског Про Река. Са репрезентацијом је освојио сребрну медаљу на Олимпијским играма 2004. у Атини и бронзану на Олимпијским играма 2008. у Пекингу и светско првенство у ватерполу 2005. Са репрезентацијом Србије освојио је златну медаљу на Светском првенству 2009. у Риму. Недавно су освојили и бронзану медаљу на Европском првенству у Загребу. Од 27. септембра 2010. године је у загребачком клубу Младост.
Проглашен је за најбољег играча света 2010. године по избору ФИНЕ и ЛЕН магазина, од Спортског савеза Србије је примио "мајску награду".
Бивши је министар омладине и спорта  у Влади Републике Србије.

## Младост
Вања Удовичић је рођен у Београду као Фрањо Удовичић. Отац Давор је италијанско-хрватског порекла пореклом из Истре, а мајка Српкиња. После развода родитеља, остао је да живи са мајком у Београду, док је отац отишао у Истру. Одлучио је да промени своје име по рођењу у Вања 1997. у својој 15. години.
Удовичићев деда по оцу је био Италијан, тако да Удовичић поседује и италијанско држављанство. Није ни у каквом сродству са бившим селектором ватерполо репрезентације Србије Дејаном Удовичићем.

## Каријера

### Партизан
Удовичић је своју каријеру почео у Партизану, прошавши све млађе категорије. Са јуниорском репрезентацијом Југославије освојио је Европско првенство 2000. у Ленену. Са Партизаном је освојио првенство Југославије 2002. и куп Југославије 2002. Због лоше финансијске ситуације екипа Партизана распала, Удовичић је прешао у херцегновски Јадран.

### Јадран
Јадран је 2005. успешно одбранио Куп Србије и Црне горе. У двомечу финала, Новљани су надиграли Партизан код куће надокнадивши дефицит из прве утакмице у Београду. Најзаслужнији за успех Јадрана је био Удовичић који је постигао три гола, укључујући и последњи који је донео трофеј.

### Политичка каријера
Године 2013, Вања је 2. септембра постављен за министра спорта и омладине у Влади Републике Србије реформисаној на половини мандата; на овом положају је наследио Алису Марић.

## Клупски трофеји
- Евролига 2007/08. и 2009/10. -  Шампион са Про Реком
- Суперкуп Европе 2005/06. - Победник са Посилипом
- Суперкуп Европе 2007/08. и 2008/09. - Победник са Про Реком
- ЛЕН Куп Европе 2012/13. - Победник са Радничким
- Првенство СР Југославије 2001/02 -  Шампион са Партизаном
- Куп СР Југославије 2001/02 - Победник са Партизаном
- Првенство Србије и Црне Горе 2003/04. и 2004/05. -  Шампион са Јадраном
- Куп Србије и Црне Горе 2003/04. и 2004/05. - Победник са Јадраном
- Првенство Италије 2007/08, 2008/09. и 2009/10. -  Шампион са Про Реком.
- Куп Италије 2007/08, 2008/09. и 2009/10. - Победник са Про Реком
- Куп Хрватске 2010/11. и 2011/12. - Победник са Младошћу